# Emiliano Buendía
Emiliano Buendía Stati (ur. 25 grudnia 1996 w Mar del Plata) – argentyński piłkarz z obywatelstwem hiszpańskim występujący na pozycji skrzydłowego w angielskim klubie Aston Villa oraz w reprezentacji Argentyny. 

## Kariera klubowa
Zawodnik jest wychowankiem argentyńskiego zespołu Cadetes de San Martin, skąd w 2008 roku trafił do młodzieżowej drużyny hiszpańskiego Realu Madryt. 
Po roku przeniósł się do Getafe, gdzie początkowo grał w drugiej drużynie. Na poziomie seniorskim zadebiutował w lutym 2015 w spotkaniu ligowym przeciwko Almerii (0:1). W lipcu 2017 roku został wypożyczony na sezon do drugoligowego zespołu Cultural Leonesa.
Od lipca 2018 Argentyńczyk był zawodnikiem angielskiego Norwich City. Już w pierwszym sezonie gry wywalczył z klubem awans do Premier League. Buendía był czołowym graczem zespołu, kończąc sezon z dorobkiem ośmiu goli i dwunastu asyst. W kolejnym sezonie Norwich zajęło ostatnie miejsce w Premier League, a mimo to gra Argentyńczyka zwróciła uwagę wielu obserwatorów, ostatecznie piłkarz zdecydował się na pozostanie w klubie.
Sezon 2020/21 był niezwykle udany. Norwich po roku odzyskało tytuł Championship, a Buendía zdobył piętnaście goli i zanotował siedemnaście asyst. W uznaniu, zawodnik otrzymał nagrodę dla najlepszego piłkarza ligi oraz został wybrany do jedenastki sezonu całej ligi. 
W czerwcu 2021 roku pomocnik został zakupiony przez Aston Ville za kwotę 38,4 milionów euro, co czyni go najdroższym zakupem w historii klubu oraz najdrożej sprzedanym piłkarzem w historii Norwich City.

## Kariera reprezentacyjna
Piłkarz jest byłym młodzieżowy reprezentant Hiszpanii i Argentyny. Ostatecznie zdecydował się na grę dla kadry Albicelestes, razem z którą wystąpił na Mistrzostwach Świata U20 w 2015 roku.
W maju 2021 roku, Buendía otrzymał pierwsze powołanie do seniorskiej kadry Argentyny na spotkania eliminacyjne do Mistrzostw Świata 2022 przeciwko Chile i Kolumbii. 

## Sukcesy

### Norwich City
- EFL Championship: 2018/2019, 2020/2021

### Wyróżnienia
- Piłkarz sezonu EFL Championship: 2020/2021
- Drużyna roku EFL Championship: 2020/2021